# Römermuseum Schwarzenacker

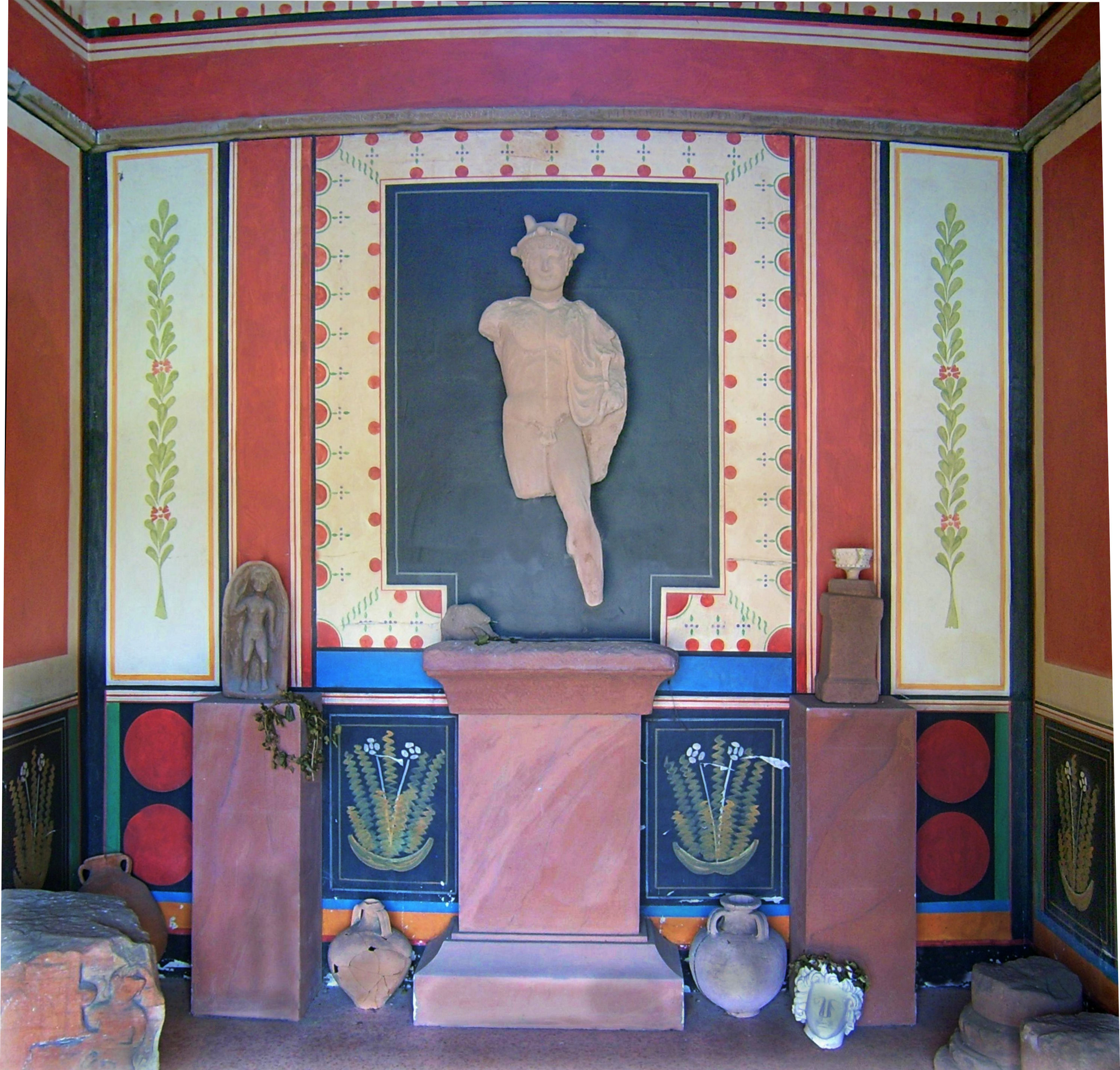
Innenansicht des gallo-römischen Tempels

Das Römermuseum Schwarzenacker ist ein archäologisches Freilichtmuseum in Schwarzenacker, einem Stadtteil von Homburg im Saarland. Es wurde von dem Archäologen Alfons Kolling aufgebaut, der auch die archäologischen Ausgrabungen am Ort leitete. Die um das Jahr 275 zerstörte gallorömische Etappenstadt mit über 2000 Einwohnern, deren antiker Name nicht bekannt ist, erstreckte sich auf etwa 25 bis 30 Hektar. Bisher wurde ein Ausschnitt von etwa einem Hektar ausgegraben.

## Stiftung Römermuseum
Die Stiftung Römermuseum Homburg-Schwarzenacker wurde 1992 auf Betreiben von Alfons Kolling gegründet. Zu den Stiftern gehören die Stadt Homburg, der Saarpfalz-Kreis, sowie andere Organisationen und Einzelpersonen. Die Stiftung organisiert den Museumsbetrieb, erhält die Anlagen und betreibt weitere Ausgrabungen und Forschungen. Dafür erhält sie von der Stadt Homburg einen jährlichen Zuschuss, der im Jahr 2021 den Betrag von 325.000 Euro ausmachte. Außerdem plant die Stiftung (Stand 2020) Investitionen in Höhe von 400.000 Euro für eine Herberge (Mansio) sowie sanitäre Anlagen.

## Ausstellung
Das Römermuseum Schwarzenacker zeigt die überregional bedeutsamen Reste eines gallorömischen Vicus, der unter Kaiser Augustus gegründet wurde und um das Jahr 275 durch die Alamannen zerstört wurde. Ein großer Teil des Vicus ist bisher noch nicht ausgegraben worden. Zu besichtigen sind die ausgegrabenen Grundmauern und Keller der Gebäude, diverse Außenanlagen, Straßen und Kanäle. Einige Gebäude wurden wiederaufgebaut. Das Museum ist nur von März bis einschließlich Oktober täglich geöffnet.
Im benachbarten Edelhaus sowie in wieder aufgebauten Häusern des Vicus werden wichtige Funde aus dem Alltag der römischen Bevölkerung ausgestellt, die aus der Siedlung selbst oder aus der nahen Umgebung stammen. Das sogenannte „Haus des Augenarztes“ vermittelt einen Eindruck vom Leben begüterter Römer, mit Wandmalereien und Fußbodenheizung. Wiederaufgebaut sind auch die Eckkneipe des Capitolinus und die benachbarte Bäckerei. Vor der Eingangstreppe des Edelhauses wurden Nachbildungen lebensgroßer römischer Reiterstandbilder aufgestellt, die 1887 im nahe gelegenen Breitfurt entdeckt wurden. Die Originale standen viele Jahre vor dem Eingang des Historischen Museums der Pfalz in Speyer. Sie wurden aber mittlerweile demontiert und im Hof der Museumsverwaltung unter ein Dach gestellt, da sie aufgrund von Umwelteinflüssen stark verwittert waren.

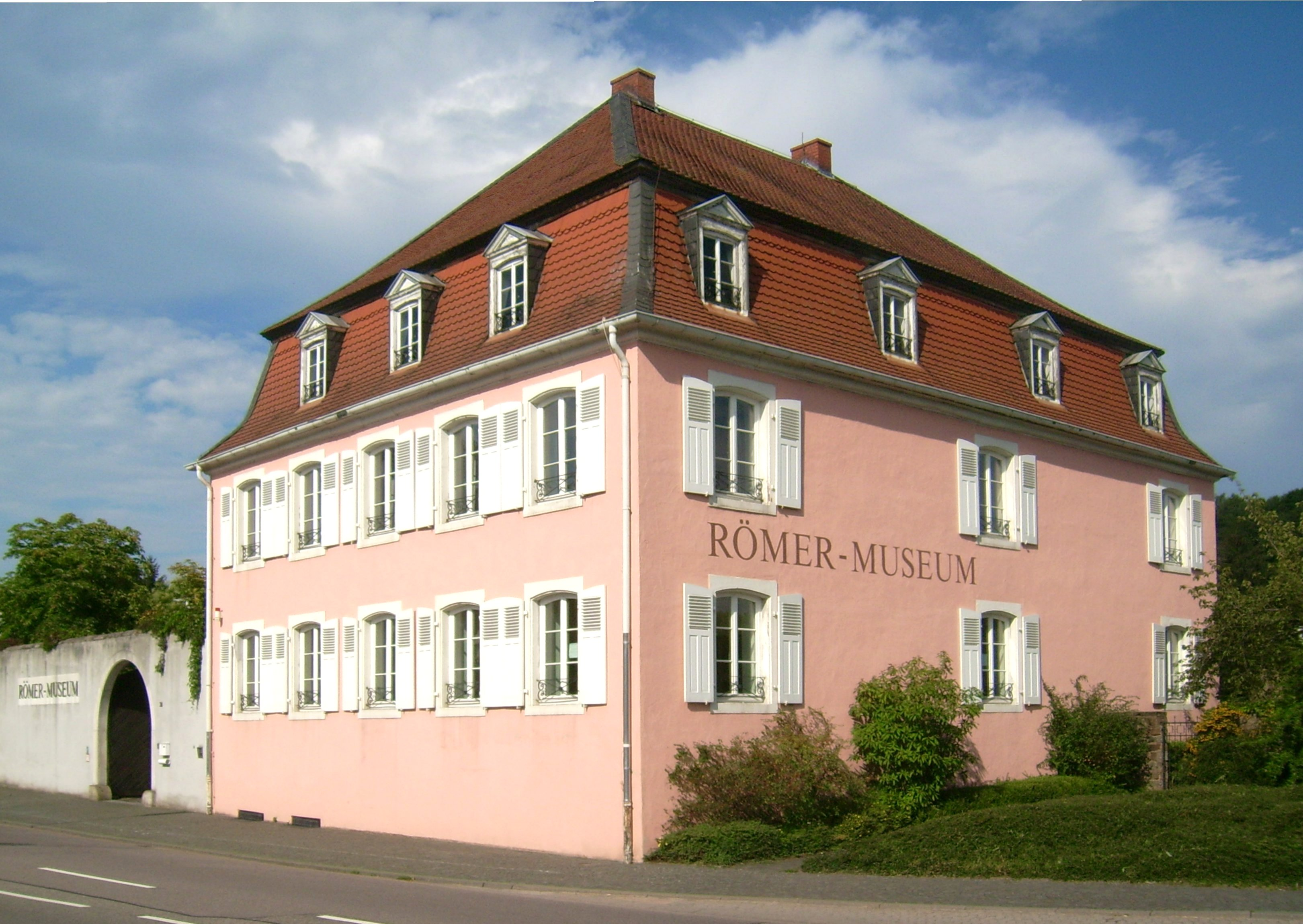
Edelhaus
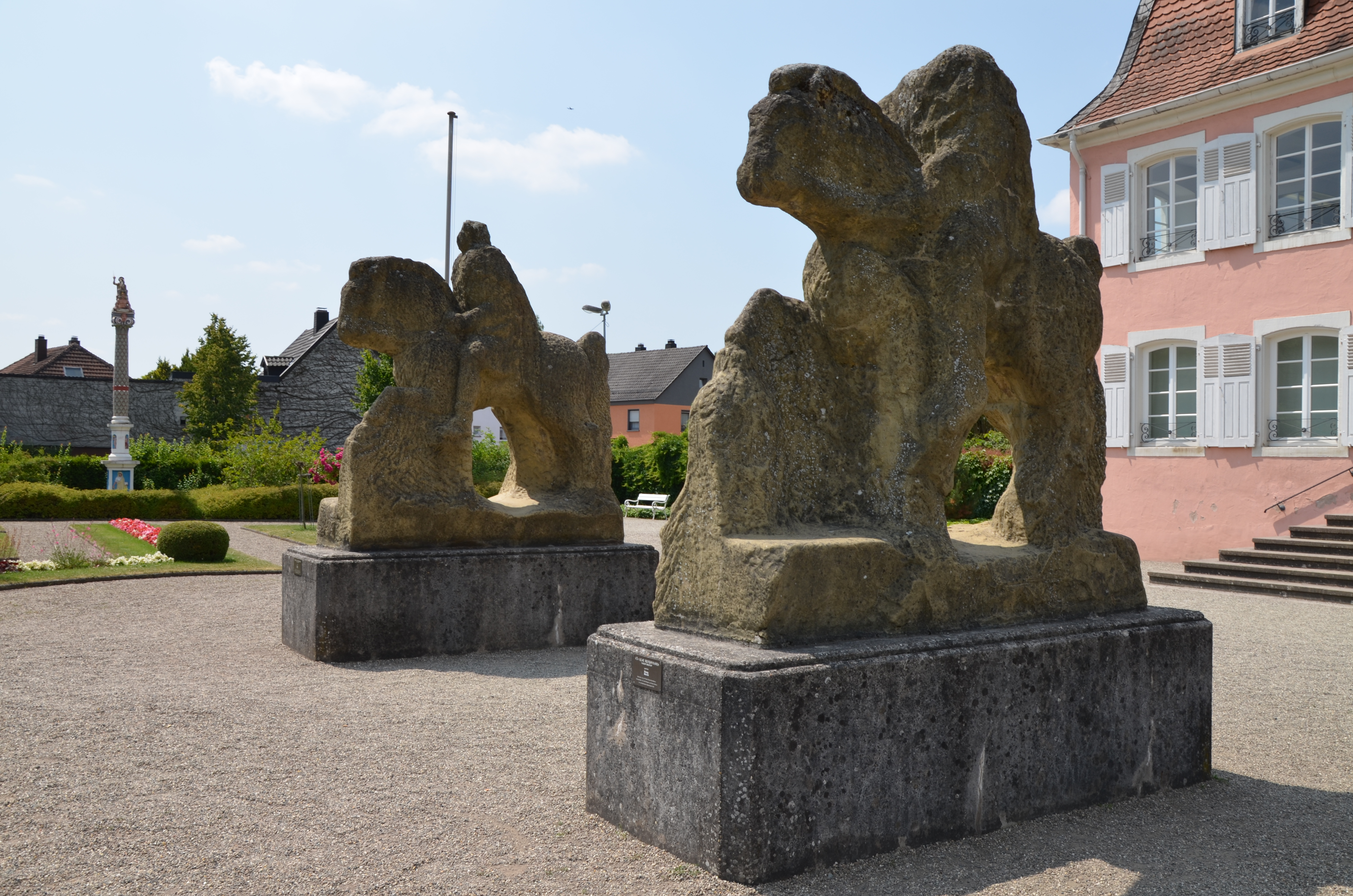
Nachbildungen der Reiterstandbilder von Breitfurt
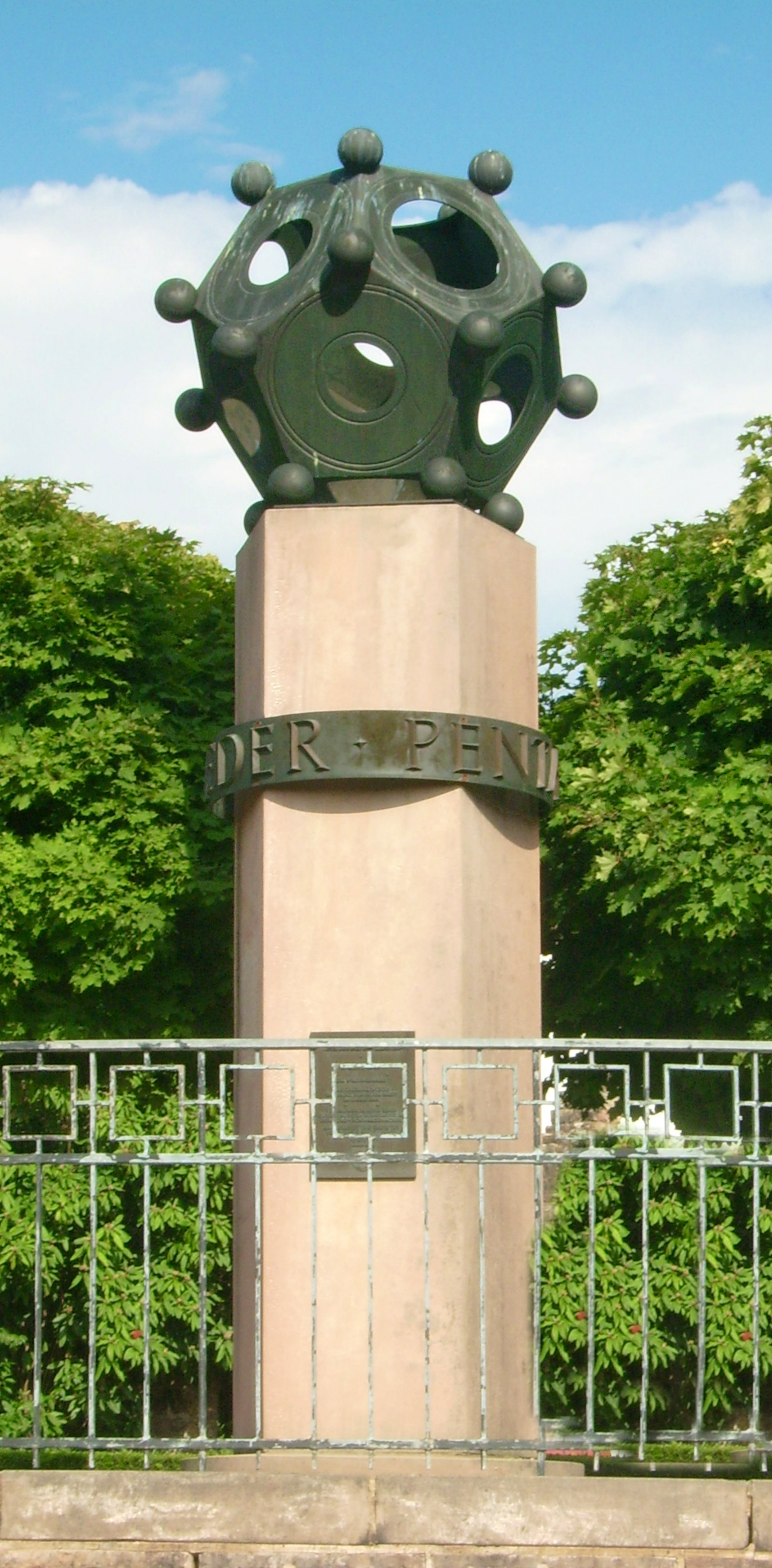
Gigantisch vergrößerte Nachbildung eines 1980 in der Nähe von Opferschächten gefundenen Pentagondodekaeders
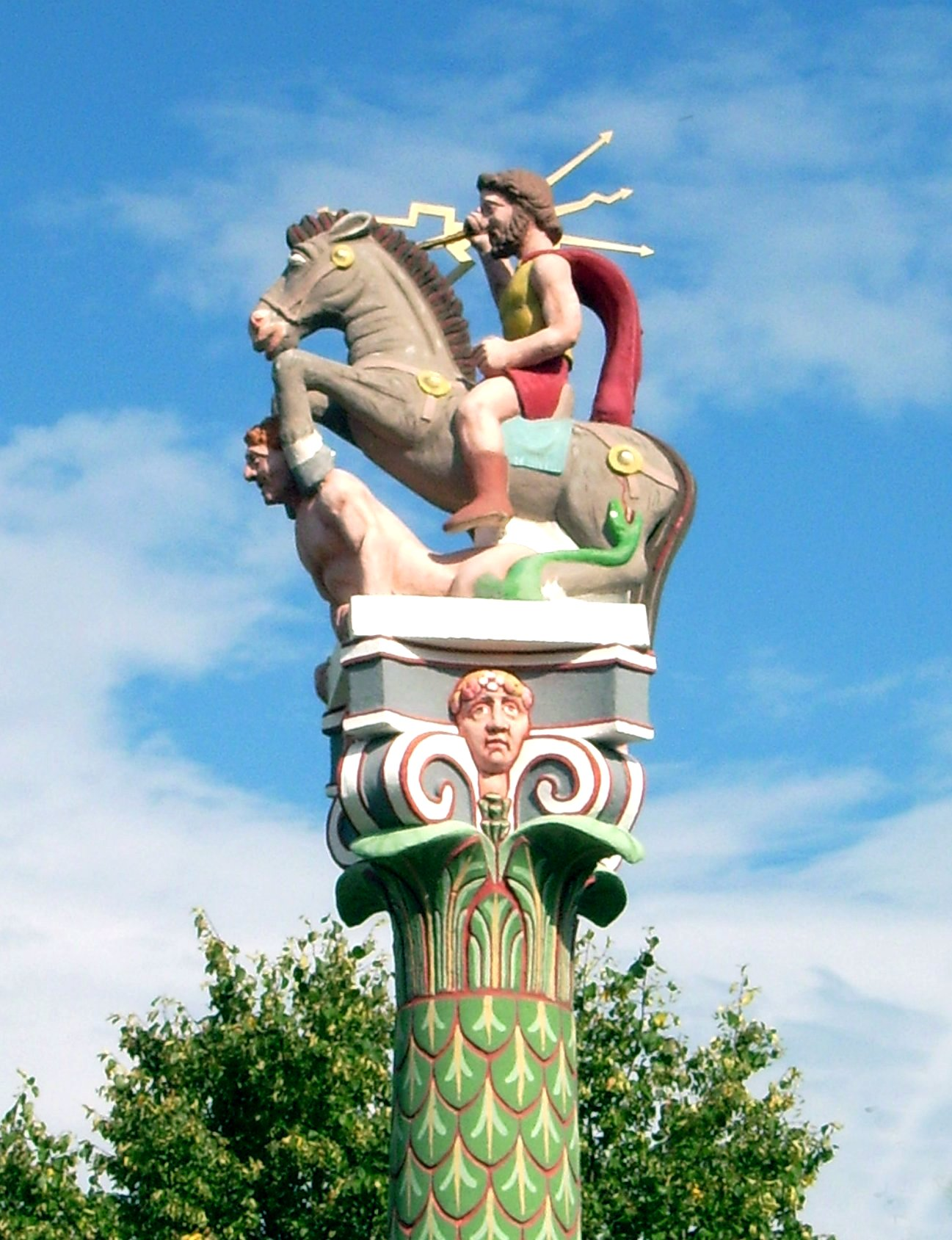
Nachbildung einer 1922 während eines Unwetters freigespülten Jupitergigantensäule. Der Jupiterstatue fehlten Kopf und ein Arm; die für die Deutung wichtigen Insignien Zepter und Blitzknebel waren jedoch erhalten.
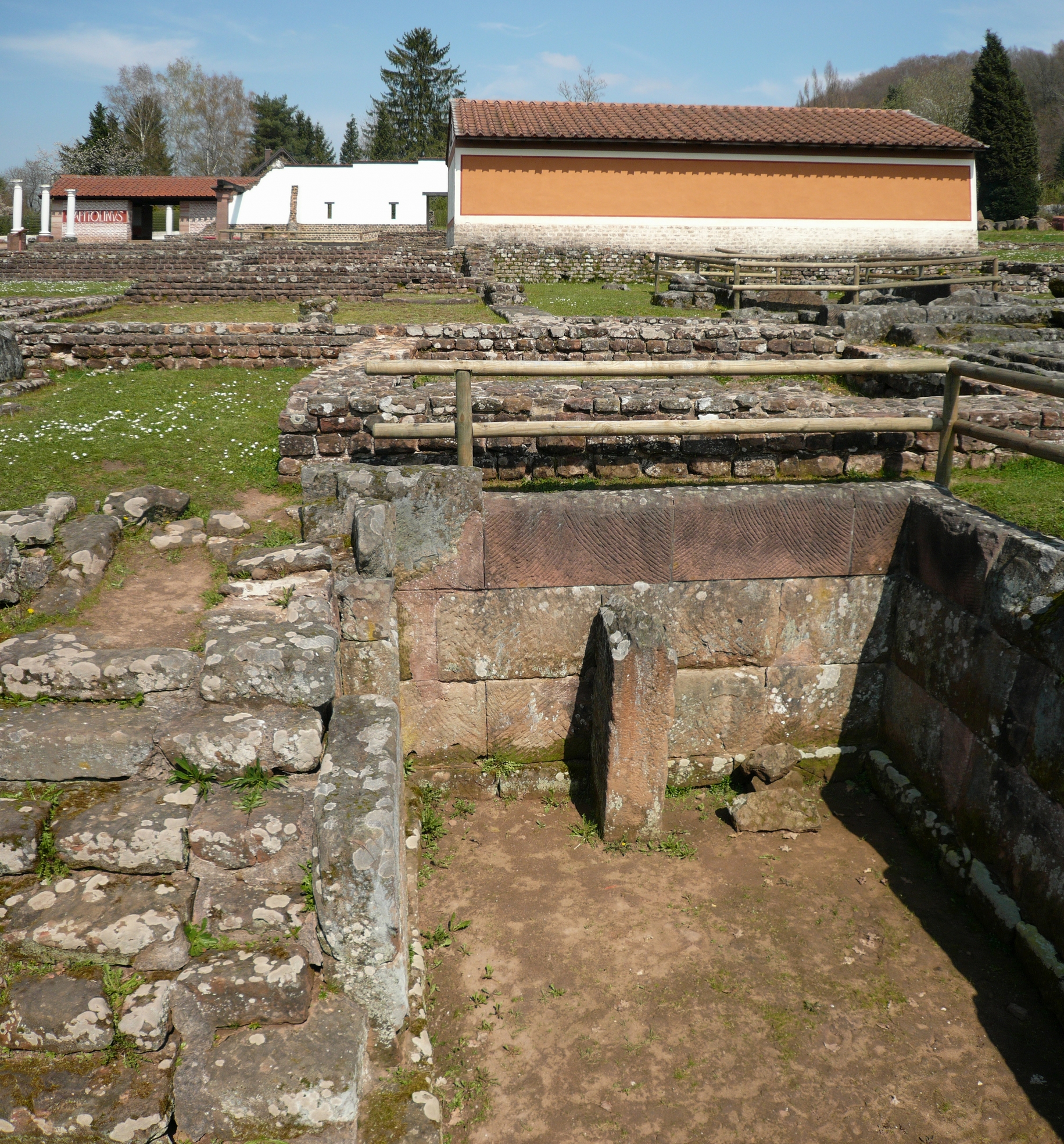
Auf dem Ausgrabungsgelände
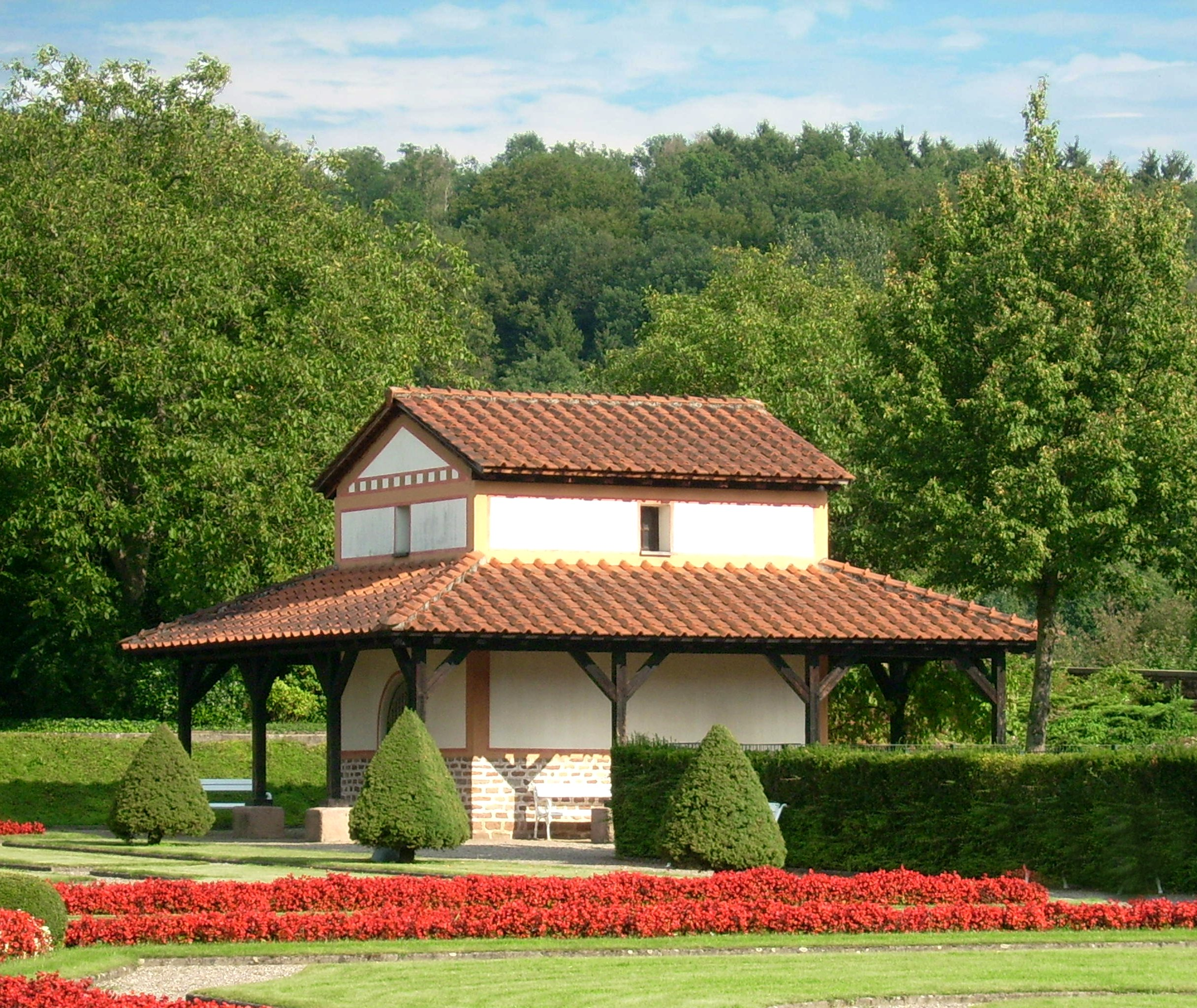
Nachbildung des gallo-römischen Umgangstempels von Bierbach
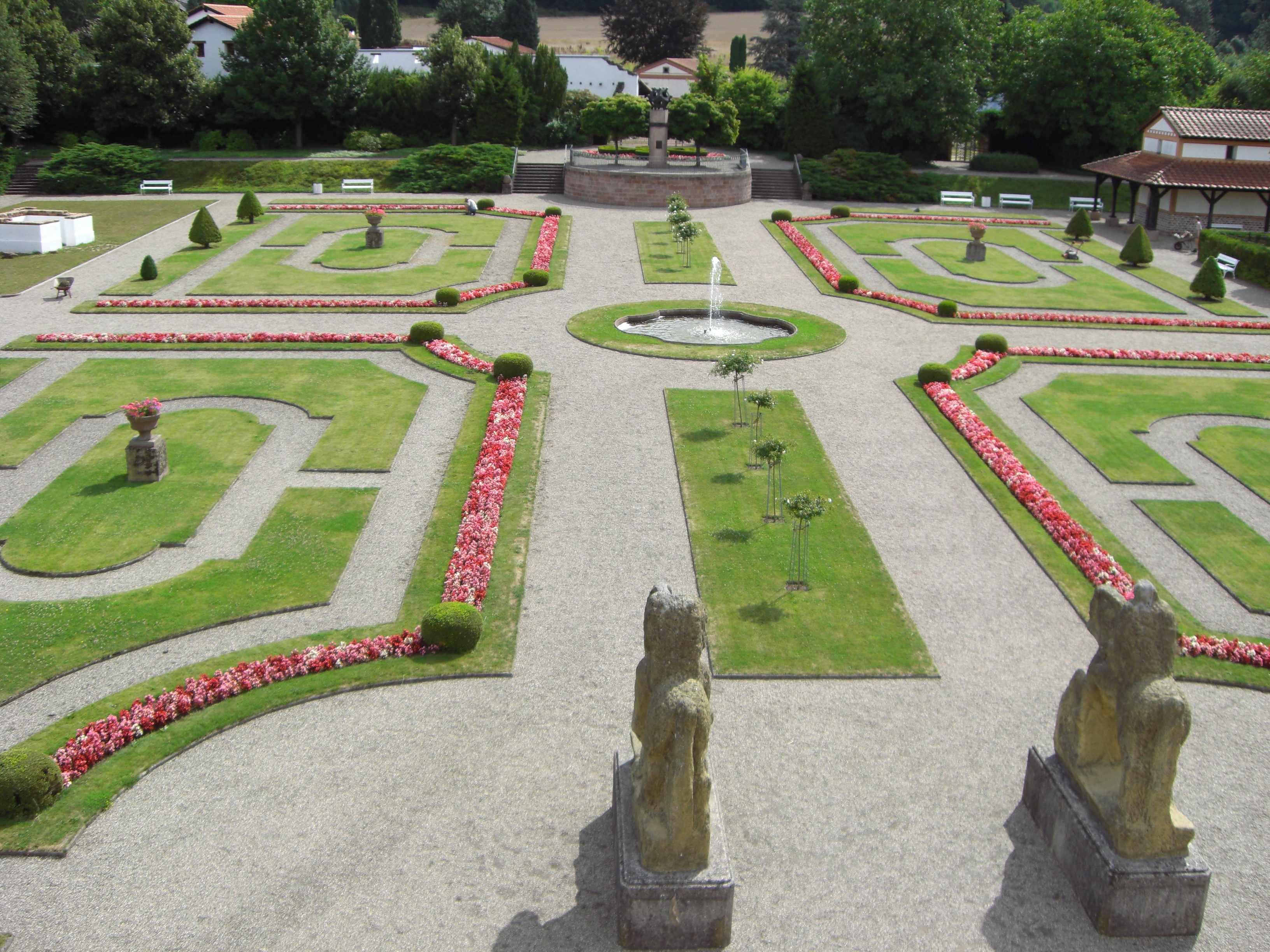
Barockgarten im Jahr 2008
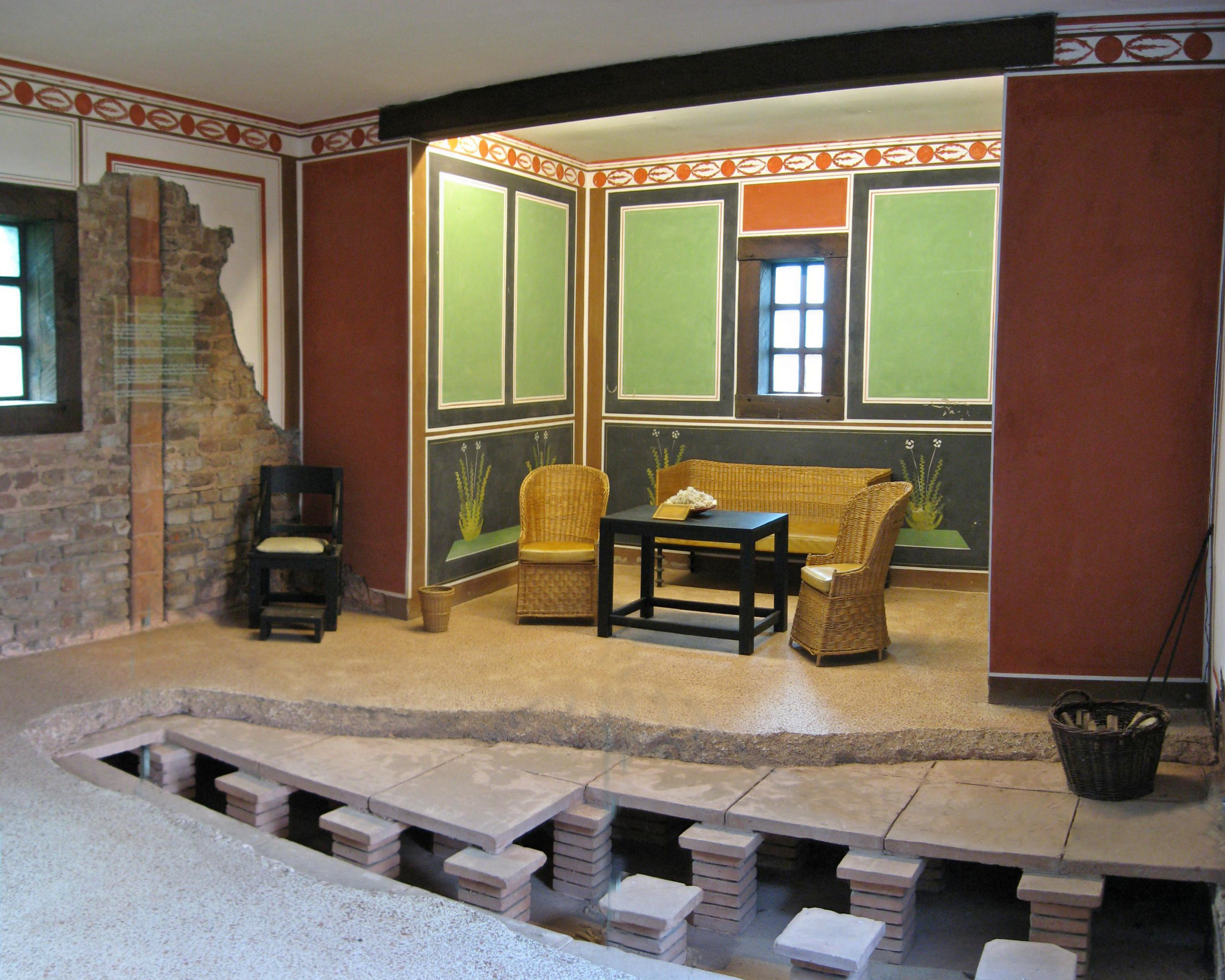
Hypocaustum im „Haus des Augenarztes“

## Edelhaus
Das aus dem frühen 18. Jahrhundert (um 1725) stammende Edelhaus wurde von Jonas Erikson Sundahl entworfen. Im Gebäude werden neben den römischen Fundstücken auch 30 Gemälde ausgestellt, die Dauerleihgaben aus München (Bayerische Staatsgemäldesammlung) sind. Sechs der Kunstwerke schuf Johann Christian von Mannlich. Die weiteren Bilder stammen von zeitgenössischen Malern aus der Region, die unter der Bezeichnung „Zweibrücker Malergruppe“ zusammenfasst werden. Einige dieser Arbeiten waren Auftragswerke für den Hof in Zweibrücken und Schloss Karlsberg. Sie fanden zusammen mit anderen Arbeiten in den Wirren der französischen Revolution den Weg nach München. Zum Edelhaus gehört ein im Stil des Barock gestalteter Garten, der nach der Ausgrabung des Vicus angelegt wurde. Im Dachgeschoss informiert eine Ausstellung derzeit (Stand 2019) thematisch über das Leben und den Alltag römischer Frauen aus allen sozialen Schichten.

## Sonstige Angebote
Im Römermuseum Schwarzenacker finden während der Hauptsaison regelmäßig Veranstaltungen für Kinder und Erwachsene zu verschiedensten Themen statt. Dazu gehören Programme für Schulklassen und Teambuilding, Einblicke in die römische Küche, römisches Handwerk, Workshops und themenbezogene Führungen. In regelmäßigen Abständen werden auch Römertage abgehalten, bei denen mittels Reenactment lebendige Eindrücke über das römische Leben und verschiedenste Vorführungen geboten werden.
Ab 2022 wird in dem Museum auch die barocke Geschichte Homburgs verstärkt dargestellt. Dazu sind (Stand 2022) mehrere Veranstaltungen zum Thema Barock geplant, durch die vor allem auch das barocke Edelhaus mit seinem Barockgarten mehr in den Blickpunkt gerückt werden soll.